# Philipp Dreisbach
Pour les articles homonymes, voir Dreisbach (homonymie).
Philipp Dreisbach (né le 28 janvier 1891 à Strasbourg, décédé en 1980 à Stuttgart) est un clarinettiste classique allemand.

## Biographie
Il est diplômé du Conservatoire de Strasbourg, élève de Jules Yublar. À partir de 1914, il vit et travaille à Stuttgart. Il était considéré comme l'héritier du savoir-faire de Richard Mühlfeld. Jusqu'en 1948, il est soliste de l'orchestre de la ville. Il a enseigné à l'École supérieure de musique de Stuttgart; parmi ses élèves, on compte Sigurd Rascher.
En 1916, Philip Dreisbach a participé à la création du Quintette pour clarinette et cordes de Max Reger. Au premier Festival de musique contemporaine de Donaueschingen, il a joué la première de la Sérénade op. 4 d'Ernst Kschenek avec Gustav Havemann, Hans Mahlke et Hermann Hopf. Il se produit aussi avec les quatuors à cordes de Karl Wendling et Licco Amar, grâce auxquels Paul Hindemith, membre du deuxième de ces groupes, écrit pour Dreisbach son quintette pour clarinette et cordes (1923), qu'il interprète avec le quatuor Amar l'année suivante; les dernières œuvres pour clarinette d'Hindemith auraient également été écrites pour être jouées par Dreisbach.

## Enregistrements
- Max Reger: Quintette avec clarinette op. 146, avec Philipp Dreisbach (clarinette) & quatuor Wendling, (Grammophon 78 tours, A24796)
- Carl Maria von Weber, Concertino / Romanze Aus Dem 2. Konzert, avec Philipp Dreisbach, (Label:	Deutsche Grammophon, 78 tours, 15957)
- Louis Spohr, Concerto No 2
- The Clarinet: Historical Recordings, Vol. 2 (Recorded 1901-1940), (Londres: Clarinet and Saxophone Classics CC0010, 1993) :
  - plages avec Philipp Dreisbach :
  - 7	Spohr : Concerto No.12 Op.57 - Adagio (2nd Mouvement)
  - 8	Mozart : Concerto pour clarinette - Adagio (2nd Mouvement) KV622